# 長崎県の軍事遺跡一覧
長崎県の軍事遺跡一覧（ながさきけんのぐんじいせきいちらん）では、日本の長崎県内に点在する戦争遺跡を一覧形式で列挙する。
城址、碑文類はあらかじめ省いた。

## 長崎市
一本柱鳥居 - 坂本2丁目
山王神社境内に至る階段の途中に残る半壊した被爆鳥居。
別称として二の鳥居、片足鳥居などがある。
浦上天主堂 - 本尾町1丁目
被爆し崩壊した当時の残骸および吹き飛んだ旧鐘楼も含め、国指定史跡「長崎原爆遺跡」のひとつ。
旧城山国民学校校舎 - 城山町
国指定史跡「長崎原爆遺跡」のひとつ。
山王神社 - 坂本2丁目
原爆関連遺構。国指定史跡「長崎原爆遺跡」のひとつ。
長崎県防空本部跡 - 立山1丁目
太平洋戦争中の長崎県の防空司令本部で、原爆投下時には市内救援救護活動の中心司令施設として機能した。立山防空壕とも称される。
被爆クスノキ - 坂本2丁目
原爆関連遺構、山王神社境内に現存する被爆したクスノキの大樹。長崎市指定天然記念物。
三菱重工業長崎造船所史料館 - 飽の浦町
「三菱長崎造船所 旧木型工場」の名で登録されている世界遺産であり、被爆建造物でもある。
三菱兵器住吉トンネル工場跡 - 住吉町
被爆建造物のひとつで、第二次世界大戦中に三菱重工業の長崎兵器製作所の疎開工場として建造された六本のトンネルから成る魚雷部品製造工場の跡地。

## 川棚町
海軍資材倉庫 - 百津郷
川棚海軍工廠に付随する関連施設で、資材倉庫の跡地。
片島魚雷発射試験場跡 - 三越郷片島
佐世保海軍工廠などで製造された魚雷の発射試験場跡。
川棚海軍工廠跡 - 百津郷
大日本帝国海軍の海軍工廠跡。
川棚魚雷艇訓練所跡 - 新谷郷
第二次世界大戦末期に神奈川県横須賀市から川棚町へ移転された臨時魚雷艇訓練所の跡地。

## 雲仙市
京泊震洋特攻基地跡 - 南串山町
京泊港の両岸に残る特攻兵器震洋の格納基地跡。

## 大村市
下原口公園の掩体壕 - 原口町
第21海軍航空廠（大村航空基地）の掩体壕跡。
第21海軍航空廠跡 - 森園町
大村郵便局付近に残る大日本帝国海軍の航空廠（航空機工場）遺構。
当時の敷地内関連施設として下原口公園の掩体壕、工員養成所正門などが残っている。
最終敷地面積は100万坪に達した。

## 佐世保市
旧海軍佐世保鎮守府凱旋記念館 - 平瀬町
第一次世界大戦で活躍した佐世保鎮守府所属の艦船の功績を讃え建設された記念館で、大日本帝国海軍の催事などに使用された戦勝凱旋記念館であり、現在は佐世保市民文化ホールとして利用されている。
国の登録有形文化財。
佐世保海軍工廠 - 佐世保港周辺
1899年（明治22年）、佐世保鎮守府開庁に伴い設置された大日本帝国海軍の海軍工廠で、太平洋戦争敗戦後に閉鎖されたものの、戦後の1946年（昭和21年）に佐世保船舶工業株式会社（現佐世保重工業）として工廠施設を流用し現存している（1913年（大正2年）竣工の250トンクレーンなど）。
佐世保重工業敷地内は民間企業のため見学不可であるものの、第一船渠などが現存している。
佐世保要塞 - 佐世保市内
大日本帝国陸軍が築いた、佐世保鎮守府の防衛のために築かれた要塞の各施設遺構。
田島岳砲台跡 - 小野町
弓張岳（大日本帝国海軍の呼称は田島岳）に1938年（昭和13年）から本格的に整備された高射砲台の跡地で、周辺に16か所の高射砲台と18か所の機銃砲台を指揮しており、近年の調査では砲座以外にもレーダー跡、指揮所、弾薬庫、発電所などが残っていることが判明している。
針尾無線塔 - 針尾中町
真珠湾攻撃開始の暗号文である「ニイタカヤマノボレ1208」を中継した無線電信所。
国重要文化財。
砲兵連隊跡 - 佐世保市内
万徳町、佐世保弾薬本庫（須佐町）のほか、、特に俵ヶ浦町周辺に丸出山観測所跡、馬川兵舎跡・演習砲台跡、小首砲台跡・地区司令所跡、高後崎砲台跡の5遺構が現存している。
後に佐賀県伊万里市付近に築かれていた同種要塞である長崎要塞に合併し司令部は廃庁した。
無窮洞 - 城間町
1943年（昭和17年）に宮村国民学校の教職員および小学生たちが共同で掘った幅約5メートル、奥行き約20メートルの巨大な人工地下防空壕の跡。

## 西海市
石原岳堡塁跡 - 西海町横瀬郷
1899年（明治32年）に築かれた佐世保要塞の遺構のひとつ、石原岳堡塁跡地に花木の植栽や森林を整備を整備した公園。

## 壱岐市
壱岐要塞 - 郷ノ浦町新田触

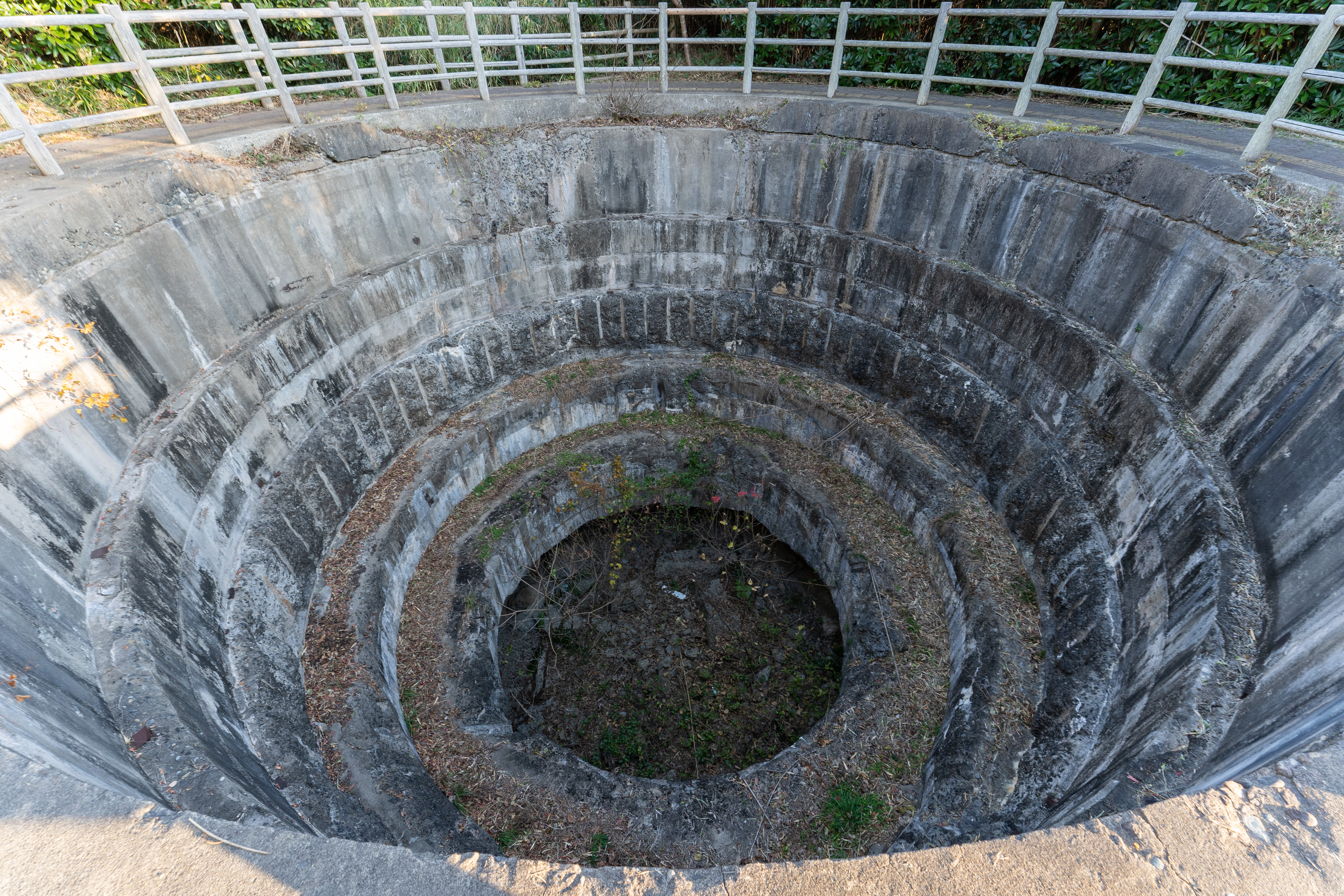
黒崎砲台跡

大日本帝国陸軍の海峡防備要塞跡で、1928年（昭和3年）より3年の工期で完成した口径41cmの砲を二門装備した黒崎砲台跡などを含む。

## 対馬市
対馬要塞 - 対馬市内
大日本帝国陸軍の要塞跡地で、全島に31か所の砲台跡が遺っている。
上見坂堡塁 - 厳原町北里
標高358メートルの展望台として整備された公園遊歩道の奥に、明治後期に築かれた口径15センチの火砲が4基据え付けられていた砲座跡が残る。
姫神山砲台跡 - 美津島町緒方
1900年（明治33年）2月に着工され、1904年（明治37年）に28センチ榴弾砲を6門備えた明治期の砲台跡で、対馬要塞の一部。
豊砲台跡 - 上対馬町豊
未成戦艦の赤城の主砲を流用した砲台跡で、対馬要塞の一部。
深浦水雷艇隊基地跡 - 美津島町竹敷
1886年（明治19年）、竹敷港に水雷施設部が設置され、1896年（明治29年）から1912年（大正元年）にかけて大日本帝国海軍初の要港部として設置された。
現在は海上自衛隊対馬防備隊本部として利用されている。
対馬市選奨土木遺産。
住吉神社の機雷 - 厳原町東里
日露戦争後、戦勝記念として大日本帝国海軍から住吉神社に贈られたとされる機雷。